# 翅果

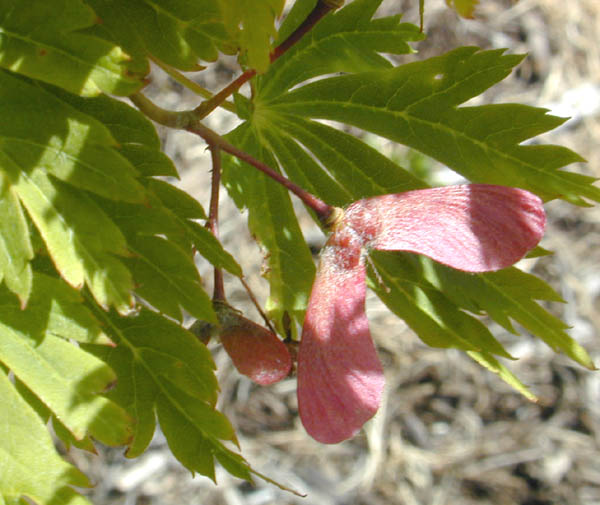
槭树的果实：翅果

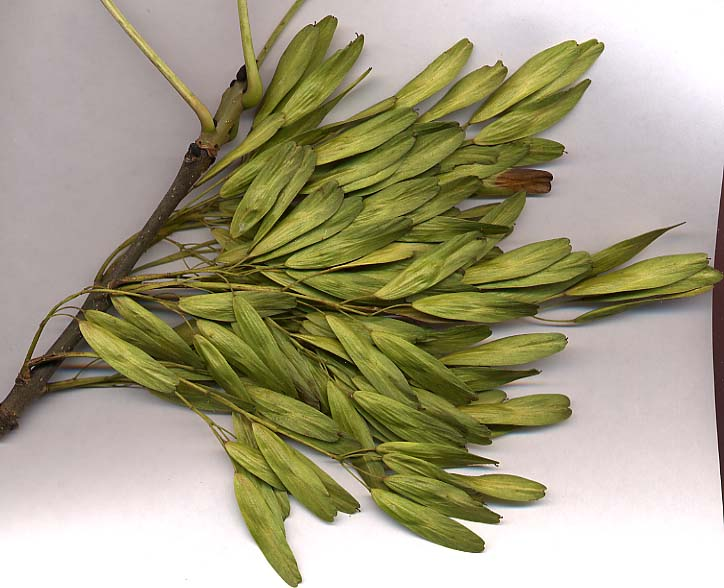
梣树的果实：翅果

翅果，又称翼果，是一种闭果，这种类型的果实，在子房壁上长出由纤维组织构成的薄翅狀附属物。翅果的形状使得风能够将果实带到离母树很远的地方。
- 种子可以位于翅膀的中央，例如榆树和三叶椒（英语：Ptelea trifoliata）。
- 种子也可以位于翅膀的一边，翅膀延伸到了另一边，使得种子来落下时会旋转起来，如梣树。